# Трисезонний календар
Трисезонний календар — календар, який включає 3 пори року.
Трисезонний календар у давнину був широко поширений в Стародавньому Середземномор'ї. Наприклад, у Єгипетському календарі рік ділився на три сезони: повінь (розлив р. Ніл), посів і збирання врожаю.
Згідно з Плутархом, мешканці Заходу (йдеться про Сицилію і Італію) також ділили рік на три сезони й називали зиму Кроном, літо — Афродітою, а весну — Персефоною.
Тацит у книзі «Германія» повідомляє, що і народи, що проживають на території між річками Рейн і Дунай, «не знали» осені. Їх рік складався з зими, весни та літа (Тацит, «Німеччина», 26).
Приведений в «Яджур-веда» детально розроблений ритуальний календар орієнтований на трисезонний рік, причому границі кожного сезону відмічались спеціальними жертвопринесеннями, як і дні молодика і повного місяця, що розмежовують місяці й темні й світлі півмісяці.